# Бад-Наугайм (хокейний клуб)
«Бад-Наугайм» (нім. EC Bad Nauheim) — хокейний клуб із міста Бад-Наугайм, Німеччина. Заснований у 1946 році. Виступає у Другій Німецькій хокейній лізі.

## Історія
Клуб «Бад-Наугайм» заснований у 1946 році та виступав з перевами в 1946—1982 роках, зокрема в найвищому дивізіоні чемпіонату тодішньої ФРН. Команда була міцним середняком, але двічі здобула бронзові нагороди в сезоні 1951—1952 та 1973—1974. За підсумками чемпіонату 1981—1982 клуб вибув з Бундесліги.
З 1982 по 2013 роки клуб виступав у нижчих дивізіонах.
У 2013 році команда дебютувала Другій Німецькій хокейній лізі.

## Домашня арена
Стадіон «Колонель Найт» відкритий у 1946 році. Арена вміщує 4500 глядачів.

## Досягнення
Чемпіонат Німеччини
- Бронзовий призер (2): 1951—52, 1973—74